# کمیسر (فیلم)
کمیسر (روسی: Комиссар) یک فیلم درام به کارگردانی الکساندر آسکولدوف است که در سال ۱۹۶۷ بر پایهٔ داستان کوتاه «در شهر بردیچیف» (В городе Бердичеве) از واسیلی گروسمان ساخته شد، اما به سبب محتوای آن توسط کاگ‌ب توقیف شد و اجازه پخش نیافت. این فیلم پس از مرگ ژوزف استالین و در دورهٔ آب‌شدن یخ خروشچف ساخته شد که با کاهش فشارهای سیاسی و سانسور هنری همراه بود. از آغاز ساخت فیلم، گوسکینو کارگردان را وادار به انجام تغییرات مهمی در فیلم نمود چرا که سالِ تولید این فیلم یعنی ۱۹۶۷، مصادف با پنجاهمین سالگرد انقلاب اکتبر بود و همه آثار هنری می‌بایست در راستای ارزش‌های حزب کمونیست اتحاد شوروی می‌بود. وقایع فیلم در طول جنگ داخلی روسیه (۱۹۱۸–۱۹۱۸) اتفاق می‌افتد، زمانی که ارتش سرخ، ارتش سفید، گروه‌های لهستانی و اتریشی بر سر قلمروهای خود می‌جنگیدند. واقعیت مهم دیگر آن بود که در آن زمان در شهر بردیچیف، زبان ییدیش رسماً برقرار بود و از سال ۱۹۲۴، دادگاه حقوقی اوکراین امور خود را به زبان ییدیش انجام می‌داد. داستان فیلم‌نامه بر پایهٔ تلاقی و اشتراک صمیمانه‌ای از شیوه‌ها و آرمان‌های فرهنگی انقلابی و یهودی است. بازیگران اصلی این فیلم، دو هنرپیشهٔ نامدار و برندهٔ جایزه هنرمند مردمی اتحاد جماهیر شوروی یعنی رولان بیکوف و نونا ماردوکووا بودند.
الکساندر آسکولدوف پس از ساخت این فیلم کارش را از دست داد و از حزب کمونیست اتحاد شوروی اخراج و به «انگل‌زیستی اجتماعی» متهم شد. وی را از مسکو تبعید کردند و اجازه نداند تا پایان عمر هیچ فیلم بلندی بسازد. به او گفتند که تنها نسخهٔ موجود از فیلم «کمیسر» نابود شده‌است. ماردوکووا و بیکوف، ستارگان بزرگ سینمای شوروی، مجبور شدند از مقامات خواهش کنند که او را از اتهامات بزرگتر معاف کنند. این فیلم کمیسر مضامین قوی فمینیسم و مادری را در پس‌زمینه جنگ داخلی روسیه در سال ۱۹۱۸ نشان می‌دهد، ادارهٔ سانسور اتحاد جماهیر فیلم را با این استدلال توقیف نمود: «فیلم‌نامه بازتاب‌دهندهٔ قهری است که مغایر جوهر وجودی بشر است، پدیده‌ای که روابط شخصی را با ایجاد ازخودبیگانگی، ناامیدی و عدم اطمینان نسبت به آینده از بین می‌برد.»
در سال ۱۹۸۶، به‌دنبال سیاست‌های گلاسنوست میخائیل گورباچف «کمیسیون تعارضات اتحادیه فیلمسازان شوروی» اکران مجدد فیلم را توصیه نمود اما گوسکینو نپذیرفت. پس از درخواست مجدد آسکولدوف در جشنواره بین‌المللی فیلم مسکو فیلم بازسازی شد و در نهایت در سال ۱۹۸۸ برای نخستین بار اکران شد. داستان فیلم در کشور اوکراین می‌گذرد و کسانی که زبان اوکراینی می‌دانند، ملی‌گرایی اوکراینی را در لابلای دیالوگ‌های رولان بیکوف درک خواهند شد.
این فیلم در سال ۱۹۸۸ برندهٔ جایزه بزرگ هیئت داوران در ۳۸مین دورهٔ جشنواره بین‌المللی فیلم برلین شد و در سال ۱۹۸۹ میلادی نیز، ۴ جایزه نیکا (از جمله بهترین موسیقی توسط آلفرد اشنیتکه) برد. این فیلم نمایندهٔ اتحاد جماهیر شوروی سوسیالیستی در شصت و یکمین دوره جوایز اسکار جهت رقابت برای جایزه اسکار بهترین فیلم بین‌المللی بود که البته به فهرست نهایی نامردها راه نیافت.
ماکسیم گورکی داستان کوتاه «در شهر بردیچیف» اثر واسیلی گروسمان را یکی از بهترین آثار ادبی دربارهٔ جنگ داخلی روسیه می‌دانست و نویسندهٔ جوانش را تشویق کرد تا خود را وقف ادبیات کند. این داستان همچنین مورد توجه نویسندگان بزرگی چون میخائیل بولگاکف و ایزاک بابل واقع شد.

## گزیدهٔ بازیگران
- نونا ماردوکووا
- رولان بیکوف
- واسیلی شوکشین
- رایسا ندشکاوسکا
- اوتار کوبریدزه
- والری ریژاکوف
- لیودمیلا والینسکایا